# Изглед към долината на смъртта
„Изглед към долината на смъртта“ (на английски: A View to a Kill) е четиринадесетият филм от поредицата за Джеймс Бонд и седми, последен с Роджър Мур в ролята на агент 007. Сценарият на филма е написан от Майкъл Г. Уилсон и Ричард Мейбаум, но името на филма е на базата на разказа от сборника на Иън Флеминг „Само за твоите очи“, въпреки че в сценария на филма оригиналната история не се използва.

## Сюжет
Внимание:  Текстът по-долу разкрива сюжета на произведението (или части от него)!
В джоба на убития в Сибир агент 003, Джеймс Бонд намира чип, произведен в завода на Макс Зорин. Той е френски милионер, специализиран в производството на електроника. Започвайки разследване на дейността на Зорин, Бонд е принуден постоянно да рискува живота си, защото срещу него започва преследване. Зорин е роден в резултат на нечовешки експерименти на нацистките лекари, брилянтни, но почти обезумели в жестокостта си хора. Макс Зорин е бил агент на КГБ, но след това е избягал от попечителството и е станал неконтролируем.
Зорин мечтае да направи световен монопол в производството на електронни схеми. Само едно нещо не му позволява да го изпълни – Силициевата долина в САЩ. След като взима решение да премахне тази „пречка“, Зорин съставя грандиозен план за унищожаването ѝ, на който само един човек има силата да попречи – Джеймс Бонд.

## В ролите
| Актьор          | Роля                                                                                            |
| --------------- | ----------------------------------------------------------------------------------------------- |
| Роджър Мур      | Джеймс Бонд                                                                                     |
| Кристофър Уокън | Макс Зорин, френски милионер, специализиран в производството на микрочипове                     |
| Таня Робертс    | Стейси Сатон, предприемач от Калифорния                                                         |
| Грейс Джонс     | Мейдей, бодигард на Зорин                                                                       |
| Робърт Браун    | „М“, шефът на МИ-6                                                                              |
| Лоис Максвел    | мис Мънипени, секретарка на „М“                                                                 |
| Десмонд Левелин | „Q“, началник на технически отдел на МИ-6, създател на много невероятни устройства за агент 007 |
| Джефри Кин      | Фредерик Грей, министър на отбраната на Обединеното кралство                                    |
| Уолтер Готел    | генерал Гогол, ръководител на КГБ                                                               |
| Долф Лундгрен   | Венц, бодигард на генерал Гогол                                                                 |
| Фиона Фулертон  | Поля Иванова, агент на КГБ, преследвач на Зорин                                                 |
| Уилоуби Грей    | д-р Карл Мортнер, бивш нацистки лекар, асистент на Зорин                                        |
| Патрик Бошо     | Скарлайн, асистент на Зорин                                                                     |
| Патрик Макни    | сър Годфри Тибет, асистент на Бонд, убит по заповед на Зорин                                    |
| Давид Яп        | Чак Ли, агент на ЦРУ от Калифорния                                                              |

## Музика на филма
Саундтракът към филма е написан от композитора Джон Бари. „Главната“ песен изпълнява групата Дюран Дюран. Песента е една от най-добрите в историята на „бондиана“: в много музикални чатове в САЩ и Великобритания тя достига номер едно.

## Интересни факти
- Началото на филма – преследването от съветски войници за Джеймс Бонд в руския Сибир всъщност е заснето в Исландия.
- Дирижабълът, който е участвал в заснемането и в близост, където се състои последната битка между Джеймс Бонд и Макс Зорин, е бил използван през 1984 г. по време на церемонията по откриването на Олимпийските игри в Лос Анджелис.
- При пускането на филма Роджър Мур навършва 57 години. Той е „най-старият“ актьор изиграл Джеймс Бонд.
- В края на филма генерал Гогол награждава Бонд с орден „Ленин“, заявявайки, че агент 007 е първият чужденец, комуто е присъдена тази награда, но това не е така. Първите чужденци, получили орден „Ленин“, са Уилям Левари и Клайд Армистет (граждани на САЩ) на 10 септември 1934 г., заради участието им в спасяването на парахода „Челюскин“.
- В Силициевата долина има само научни лаборатории и офиси на ръководството, но не и производство. Нито една от високотехнологичните компании не произвежда чипове там.